# Adeloneivaia catharina
Adeloneivaia catharina é uma espécie do gênero Adeloneivaia.